# Clinton (Alabama)
Clinton es un área no incorporada ubicada en el condado de Greene en el estado estadounidense de Alabama.

## Geografía
Clinton se encuentra ubicada en las coordenadas 32°54′50″N 87°59′33″O / 32.91389, -87.99250.